# この女に賭けろ
『この女に賭けろ』（このひとにかけろ）は、周良貨原作、夢野一子作画による日本の漫画作品である。
1993年から1997年に『モーニング』（講談社）で連載された。全167話。単行本はモーニングKCから全15巻が発行された。都市銀行で働く女性総合職の主人公が大胆な発想と行動力で、業績不振の支店の立て直しを皮切りに活躍する様子を描いた作品。
2019年1月21日から3月11日までテレビ東京系でテレビドラマ化された。

## あらすじ
中堅都市銀行・よつば銀行の女性総合職・原島浩美は、グループでも成績最下位の台東支店への異動を命じられる。渉外担当となった浩美は、支店の業績を上げるために新規取引先の開拓を提案。顧客ニーズの的確な把握と大胆な交渉で、これまで獲得できなかったシンワ商事との取引に成功する。その後も浩美は、顧客のために銀行が果たす役割とは何かを中心に考えながら、負債を抱えていた渡辺興産のテーマパーク事業に道筋をつけ、ベンチャー企業の日本マイクロテクノロジーを企業乗っ取りから救う。多額の負債を抱えた城北総合開発の再建に本店と共同で携わることとなった浩美は、バブル期によつば銀行の勧めるままに融資を受けたことが負債の原因であり、その窓口となったのが副頭取の島津だったことを知る。交渉の場に島津を引き出したものの結果的に同社の再建は失敗し、浩美と台東支店は副頭取に目をつけられる。

## 登場人物
原島浩美（はらしま ひろみ）
よつば銀行の女性総合職一期生。独身。本店業務企画部支店課に勤務していたが、同期トップで副主事へ昇進すると同時に台東支店に異動。渉外代理として鋭い観察力と大胆な発想と行動力で活躍する。その後主事に昇格し、業務開発部調査役、支店統括部課長、支店統括部副部長兼特別広報室長を経て、ニューヨーク支店長となる。性格はおっとりしていてマイペース。朝には弱く、出勤は始業間近。
山田太平（やまだ たいへい）
台東支店の支店長。仏頂面で表情の変化に乏しい。異動してきた浩美の実力を認めながら、当初は適切に教育しようとする。しかし、次第に浩美を信頼するようになり、浩美の仕事を支える。かつての上司である島津が画策する支店の整理統合に抗することを決意し、支店の業績を建て直す。島津に推されて役員に抜擢され、終には頭取に就任する。
加東（かとう）
台東支店の渉外代理。支店の新規獲得件数トップの優秀な渉外担当。当初は浩美に対抗心を燃やすが、共に仕事をするうちにその能力を認める。
松田葉子（まつだ ようこ）
台東支店の窓口担当。かつては国際部に勤める女性総合職だったが、女性は正当に評価されないとの想いを抱いて一般職となる。総合職として活躍している浩美には冷たく当たる。後に橋爪と結婚し退職。
吉田茂（よしだ しげる）
台東支店の渉外。内気な性格で、ノルマの重圧に耐えられずに失踪するが、偶然に浩美に発見され、彼女の励ましで思い直す。古い建物や史跡などを巡るのが趣味。仕事はコツコツと進めていくタイプ。原島に淡い恋心を抱く。
橋爪浩一（はしづめ こういち）
業務推進部員。浩美と同時期に主事に昇進。浩美とはライバルだが、共に協力し合う仲。冷静沈着な外見に似合わず甘党で、浩美との情報交換は甘味処やケーキバイキング。島津派。
高橋和美（たかはし かずみ）
業務開発部部長。5年間海外で勤務し、浩美と同時に業務開発部に着任した際に「アジアの風来坊」と迎えられる。3回の離婚歴を持つフェミニスト。温厚でいつも微笑みを絶やさない。浩美と日比野の能力を高く買う。
日比野聖子（ひびの せいこ）
業務開発部副主事。浩美の2年後輩。社費でハーバード大学に留学し、MBA（経営学修士）を取得。ニューヨーク支店での勤務後、浩美と同じ職場となる。野心にあふれていて、浩美に強いライバル心を抱き、面と向かって勝つと宣言する。
中村綾乃（なかむら あやの）
業務開発部の新人。着任早々にさまざまな失敗や騒動を引き起こすお騒がせ娘。
佐藤大介（さとう だいすけ）
業務企画部長。女性総合職の登用に理解があり、浩美を支える。
草柳康雄（くさやなぎ やすお）
業務推進部長。女性総合職の登用には批判的。
島津雅彦（しまづ まさひこ）
よつば銀行副頭取。野心にあふれ、手段を選ばず業績を上げ、出世してきた。女性総合職の登用には批判的で、浩美を快く思っていない。その後、頭取に就任するが、巨額損失事件の責を負って退任し、会長に就任。ウクレレが趣味。
花形有都望（はながた ありとも）
ニューヨーク支店長。よつば銀行の頭取だった祖父を持つ別名「よつばのプリンス」。後に常務に就任し、島津の後の頭取就任をめざす。

## 書誌情報
- 作：周良貨、画：夢野一子 『この女に賭けろ』 講談社 〈モーニングKC〉、全15巻
  1. 1994年4月23日初版発行、ISBN 4-06-328363-1
  2. 1994年7月22日初版発行、ISBN 4-06-328373-9
  3. 1994年10月21日初版発行、ISBN 4-06-328387-9
  4. 1995年1月23日初版発行、ISBN 4-06-328398-4
  5. 1995年4月21日初版発行、ISBN 4-06-328407-7
  6. 1995年7月21日初版発行、ISBN 4-06-328419-0
  7. 1995年10月23日初版発行、ISBN 4-06-328433-6
  8. 1996年2月23日初版発行、ISBN 4-06-328451-4
  9. 1996年5月23日初版発行、ISBN 4-06-328466-2
  10. 1996年8月23日初版発行、ISBN 4-06-328477-8
  11. 1996年11月22日初版発行、ISBN 4-06-328487-5
  12. 1997年2月21日初版発行、ISBN 4-06-328498-0
  13. 1997年5月23日初版発行、ISBN 4-06-328514-6
  14. 1997年8月22日初版発行、ISBN 4-06-328532-4
  15. 1997年9月22日初版発行、ISBN 4-06-328539-1

## テレビドラマ
『よつば銀行 原島浩美がモノ申す!〜この女に賭けろ〜』（よつばぎんこう はらしまひろみがモノもうす このひとにかけろ）のタイトルで、2019年1月21日から3月11日まで毎週月曜22時 - 22時54分に、テレビ東京およびメディアミックス・ジャパン（MMJ）の制作により、テレビ東京系「ドラマBiz」の第4作として放送された。主演は真木よう子で、共演は関ジャニ∞の丸山隆平など。当枠の連続ドラマにジャニーズ事務所所属タレントが出演するのはこれが初。
初回は22時 - 23時9分の15分拡大放送。また、テレビ東京に限り、2月4日から25日まで月曜21時54分 - 22時に事前番組『ドラマBizみどころ』の別途放送が一時復活した。
「ドラマBiz」枠の遅れネット局のBSテレ東 4Kに限り、本作から4Kで制作された。
「ドラマBiz」枠創設以来、50歳代の男優による主演作が相次いだ中で、本作は同枠で初めて、30歳代の女優による主演作となった。

### キャスト
- 原島浩美（台東支店営業課長） - 真木よう子
- 加東亜希彦（台東支店営業課） - 丸山隆平
- 矢野修（台東支店営業課） - 塚本高史
- 奈良敬三（台東支店副支店長） - 三宅弘城
- 松田葉子（台東支店窓口係） - 西野七瀬
- 金山さつき（喫茶サツキ店主） - 片桐はいり
- 永松隆司（よつば銀行人事部長） - 林泰文
- 吉田剣（台東支店営業課） - 森永悠希
- 大内安則（台東支店営業課） - 兒玉宣勝
- 中本和夫（台東支店営業課） - 鎌田将司
- 小田美琴（台東支店営業課） - 杉浦琴乃
- 倉内歩夢（台東支店） - 仁村紗和
- 佐藤大介（よつば銀行法人企画部長） - 矢島健一
- 草柳康雄（よつば銀行営業本部長） - 木下ほうか
- 山田太平（台東支店支店長） - 寺脇康文
- 島津雅彦（よつば銀行副頭取） - 柳葉敏郎
- 鳩山英雄（よつば銀行頭取） - 古谷一行（特別出演）

#### ゲスト
第1話
- 神谷隆彦（紳和商事 副社長） - 平岡祐太
- 神谷房弘（紳和商事 社長） - 山田明郷
- 神谷尚江（隆彦の母） - 萩尾みどり
- 小島勇平（紳和商事 専務） - 樋渡真司
- リュウ・ジャン（フーピングループ 社長） - ジョーナカムラ
- 田中孝志（丸菱銀行 浅草中央支店 支店長） - 信太昌之

第2話
- 稲岡栄次郎（稲岡興産 社長） - 里見浩太朗
- 後藤厚範（よつば銀行 本部融資部 検査官） - 相島一之
- 小林秀喜（稲岡興産 専務） - 二階堂智
- 利根崎清志（よつば銀行 新規事業部 部長） - 安井順平

第3話
- 山根和弘（日本ST 社長） - 加藤シゲアキ
- 丹波郁雄（台東支店 融資課 行員） - 菅原大吉
- 黒田法眼（黒田ファンド 社長） - 黒田福美
- 丹波勝代（郁雄の妻） - 長野里美
- 森弘道（日本ST 専務） - 中山祐一朗

第4話
- 田端章夫（「ディスカウント タバタ」社長） - 水橋研二
- 梨本朗（「ディスカウント タバタ」営業本部長） - 東根作寿英
- 吉田友貴菜（吉田の母） - 椿鬼奴
- 吉田辰雄（吉田の父） - 岩谷健司

第5話
- 西城俊徳（シンデレラハウジング 社長） - 豊本明長
- 棚橋絵美（シンデレラハウジング 社員） - 渡辺舞
- 香坂久尊（帝応大学病院 外科医） - 長谷川朝晴
- 桑野泰正（よつば銀行 顧問） - 大林丈史
- 麻衣 - 川村ゆきえ

第5話・第7話
- 「喫茶 サツキ」の客 - 片桐仁

第6話
- 森下恭子（ヒューマンリソースカンパニー 社長） - 戸田菜穂
- 松崎洋右（松崎商船 社長） - 小木茂光
- 南川真理（ヒューマンリソースカンパニー  人材開発課 社員） - 田中こなつ

第6話・第7話
- 車田郁夫（よつば銀行 社外取締役） - 坂西良太

第7話
- 清田一穂（キヨタインターナショナル 社長） - 渡辺哲
- 藤枝真吾（加東の同期） - 永山たかし
- 川上鉱平（金融庁 長官） - 並樹史朗

第7話・第8話
- 桜庭拓真（桜庭地所 社長） - 榎木孝明
- 中島順三（桜庭地所 専務） - おかやまはじめ

第8話
- 「喫茶 サツキ」の客 - 三遊亭とむ
- 「ライブハウスオーナー」- スガシカオ

### スタッフ
- 原作 - 周良貨・夢野一子『この女に賭けろ』（講談社モーニングKC刊）
- 脚本 - 西田征史
- 監督 - 星野和成、小野浩司、倉木義典
- 音楽 - 信澤宣明
- オープニングテーマ - NEWS『トップガン』（ジャニーズ・エンタテイメント）
- 主題歌 - スガシカオ『遠い夜明け』（Victor / SPEEDSTAR RECORDS）
- 銀行・経済監修 - 菅井敏之
- 銀行窓口指導 - 長戸典子
- リサーチ - 今井紳介
- タイトルバック - キュー・テック
- 技術協力 - バスク
- 美術協力 - BEENS
- 音響効果 - スポット
- ポスプロ - ワインド・アップ
- プロデューサー - 稲田秀樹・阿部真士（テレビ東京）・八巻薫（MMJ）
- 製作 - テレビ東京、MMJ

### 放送日程
| 各話                                                                        | 放送日  | ラテ欄                                                            | 監督     | 視聴率 |
| --------------------------------------------------------------------------- | ------- | ----------------------------------------------------------------- | -------- | ------ |
| 第1話                                                                       | 1月21日 | 負けたら逆立ち!? 最強営業ヒロイン誕生 悪徳ハゲタカから家族を守れ! | 星野和成 | 4.6%   |
| 第2話                                                                       | 1月28日 | 銀行員VSヤクザ社長 命がけの10億円回収!                            | 星野和成 |        |
| 第3話                                                                       | 2月04日 | 銀行員VS女ハゲタカ 3日で5500万集めろ                              | 小野浩司 |        |
| 第4話                                                                       | 2月11日 | 主婦の味方!? 激安店の秘密! 崖っぷち社員奇跡の50億円融資!?         | 小野浩司 |        |
| 第5話                                                                       | 2月18日 | 絶対儲かるアパート経営のワナ!! 1億円の貯金偽造                    | 星野和成 |        |
| 第6話                                                                       | 2月25日 | 疑惑の見合い&転職 働く女性を踏みにじる冷酷社長                    | 倉木義典 |        |
| 第7話                                                                       | 3月04日 | 最終決戦! 全員的!? 仲間の裏切り…大逆転シナリオ                    | 小野浩司 |        |
| 最終話                                                                      | 3月11日 | 戦え! 奇跡を呼ぶ女 全国432支店の決意! 副頭取の暴走止めろ          | 星野和成 |        |
| 平均視聴率 4.5%（視聴率はビデオリサーチ調べ、関東地区・世帯・リアルタイム） |         |                                                                   |          |        |

| テレビ東京 月曜21:54 - 22:00枠                   | テレビ東京 月曜21:54 - 22:00枠                                                | テレビ東京 月曜21:54 - 22:00枠                        |
| 前番組                                           | 番組名                                                                        | 次番組                                                |
| ------------------------------------------------ | ----------------------------------------------------------------------------- | ----------------------------------------------------- |
| てのひらのかみ （2019年1月7日 - 28日）           | この女に賭けろ みどころ （2019年2月4日 - 25日）                               | オススメ （2019年3月4日 - 3月11日）                   |
| テレビ東京系 ドラマBiz                           |                                                                               |                                                       |
| ハラスメントゲーム （2018年10月15日 - 12月10日） | よつば銀行 原島浩美がモノ申す! 〜この女に賭けろ〜 （2019年1月21日 - 3月11日） | スパイラル〜町工場の奇跡〜 （2019年4月15日 - 6月3日） |